# 李春秀 (运动员)
李春秀（1969年8月13日—）是中华人民共和国竞走运动员，在巴塞罗那的1992年夏季奥林匹克运动会上的10公里竞走比赛上得到铜牌。她还获得1993年东亚运动会冠军，在同年的亚洲锦标赛上得第二名。

## 外部連結
- 李春秀在的頁面
- 体育参考